# Voodoo3
Voodoo3 — семейство видеокарт, разработанных и выпускавшихся компанией 3dfx Interactive. Данное семейство пришло на смену предыдущему продукту компании Voodoo2. Voodoo3 впервые было анонсировано на выставке COMDEX-98, первые продукты стали доступны на рынке в 1999 году. Voodoo3 стал первым продуктом, выпускавшимся на мощностях недавно приобретенной 3dfx компании STB Systems.

## Устройство видеокарты
Ядро видеокарты с кодовым названием «Avenger» стало продолжением развития проекта 3dfx Banshee: у ядра появился второй блок маппинга текстур (texture mapping unit, TMU). Фактически, Avenger является Voodoo2 со встроенным 128-битным 2D-ускорителем и удвоенной частотой ядра.
Использование оригинальной архитектуры Voodoo2 обусловило и технические ограничения, которые приобрела новая видеокарта. Технически Voodoo3 отображала картинку в 16-битном цвете, однако само ядро оперировало полноценным 32-битным изображением (8 бит на канал, 16,7 млн цветов). Чтобы сэкономить объём кадрового буфера, ядро сжимало изображение до 16-битного представления. ЦАП карты использовал встроенный фильтр над сжатым изображением, который практически воссоздавал изображение в 24-битном цвете. По заявлениям самой 3dfx, полученное в итоге изображение соответствовало качеству «22-битного изображения». Таким образом, технически являясь картой с 16-битной цветопередачей, Voodoo3 была способна выдавать картинку, сопоставимую с качеством 24-битного изображения от NVIDIA RIVA TNT2 и ATI Rage 128.
Внутреннее устройство Avenger не слишком отличалось от Voodoo2. Помимо описанной возможности обработки 32-битного изображения, ещё одним нововведением стал 128-битный 2D-ускоритель, впервые появившийся в Banshee. Именно благодаря ему Voodoo3 была признана одной из самых высокопроизводительных видеокарт своего времени на потребительском рынке.

### Карты основной серии
Карты Voodoo3 2000, 3000 и 3500 отличались только частотой ядра и памяти: она составляла 143, 166 и 183 МГц соответственно. Хотя это теоретически могло давать преимущество над основным конкурентом RIVA TNT2 при использовании многопоточного текстурного заполнения, TNT2 практически в два раза обгоняла Voodoo3 при однопоточном текстурном заполнении, во многом благодаря тому, что у неё было два текстурных конвейера против одного многопоточного у Voodoo3. В результате это приводило к недостаточной производительности в играх, не использующих многопоточное текстурирование. К моменту своего появления Voodoo3 не имела равных среди конкурентов при рендеренге таких игр как Quake III Arena и Unreal Tournament, так как ближайший конкурент RIVA TNT считался уже морально устаревшим. Только выход RIVA TNT2, появившейся чуть позднее, позволил nVidia потеснить бесспорного лидера в бенчмарках.
Voodoo3 оставалась на первых строчках по производительности до тех пор, пока не появились карты следующего поколения — GeForce 256 и Radeon R100. 3dfx, испытывавшая к этому времени организационные и финансовые трудности, не смогла включиться в гонку производителей со своей картой Voodoo5 и к 2002 году была продана своему конкуренту — nVidia.
Основными отличиями между 2000 и 3000 картами было наличие у последней ТВ-выхода. Voodoo3 3500 также содержал в себе ТВ-тюнер и поддерживал несколько типов ввода/вывода.

### Velocity
Одновременно с приобретением компании STB Systems 3dfx получила права на несколько брендов, в том числе на марку Velocity, которая использовалась STB Systems при производстве OEM-карт (например, STB Velocity 3D на базе S3 ViRGE VX или Velocity 128 на базе NVIDIA RIVA 128). Руководство 3dfx решило использовать этот бренд для производства урезанных версий Voodoo3, ориентированных на бюджетный рынок. В результате появились карты Velocity 100 и Velocity 200. В данных продуктах объём ОЗУ составлял 8 и 12 Мбайт соответственно (полноценные карты Voodoo3 имели 16 Мбайт ОЗУ), а один из блоков маппинга текстур (texture mapping unit, TMU) был отключён, что делало данные карты более похожими на предыдущую модель 3dfx Banshee. Впоследствии пользователями было обнаружено, что включить второй блок TMU можно простым добавлением параметра реестра. Позднее исследования показали, что второй TMU был заблокирован только для Glide- и OpenGL-приложений, а для Direct3D использовались оба блока. Частота ядра карты составляла 143 МГц, аналогичная Voodoo3 2000.
Модель Velocity 200 официально на рынок не вышла, так как себестоимость производства карт в Мексике была высокой и не покрывала расходы на покупку компании STB, из-за чего она бы не продавалась по приемлемой для бюджетного OEM-продукта цене.

## Список видеокарт
| Модель          | Дата выхода   | Кодовое имя | Техпроцесс (нм) | Используемая шина | Память (Мб) | Частота ядра (МГц) | Частота памяти (МГЦ) | Конфигурация ядра | Скорость заполнения (млн/с) | Скорость заполнения (млн/с) | Скорость заполнения (млн/с) | Скорость заполнения (млн/с) | Память                | Память   | Память            | Версия DirectX |
| Модель          | Дата выхода   | Кодовое имя | Техпроцесс (нм) | Используемая шина | Память (Мб) | Частота ядра (МГц) | Частота памяти (МГЦ) | Конфигурация ядра | Операций                    | Пикселей                    | Текселей                    | Вертексов                   | Быстродействие (Гб/с) | Тип шины | Разрядность (бит) | Версия DirectX |
| --------------- | ------------- | ----------- | --------------- | ----------------- | ----------- | ------------------ | -------------------- | ----------------- | --------------------------- | --------------------------- | --------------------------- | --------------------------- | --------------------- | -------- | ----------------- | -------------- |
| Velocity 100    | 26 июля 1999  | Avenger     | 250             | AGP 2x            | 8           | 143                | 143                  | 1:0:2:1           | 143                         | 143                         | 143 / 286                   | 0                           | 2.288                 | SDR      | 128               | 6.0            |
| Velocity 200    | 26 июля 1999  | Avenger     | 250             | AGP 2x            | 12          | 143                | 143                  | 1:0:2:1           | 143                         | 143                         | 143 / 286                   | 0                           | 2.288                 | SDR      | 128               | 6.0            |
| Voodoo3 1000    | Март 1999     | Avenger     | 250             | AGP 2x, PCI       | 8, 16       | 125                | 125                  | 1:0:2:1           | 125                         | 125                         | 250                         | 0                           | 2                     | SDR      | 128               | 6.0            |
| Voodoo3 2000    | 3 апреля 1999 | Avenger     | 250             | AGP 2x, PCI       | 16          | 143                | 143                  | 1:0:2:1           | 143                         | 143                         | 286                         | 0                           | 2.288                 | SDR      | 128               | 6.0            |
| Voodoo3 3000    | 3 апреля 1999 | Avenger     | 250             | AGP 2x, PCI       | 16          | 166                | 166                  | 1:0:2:1           | 166                         | 166                         | 333                         | 0                           | 2.66                  | SDR      | 128               | 6.0            |
| Voodoo3 3500 TV | Июнь 1999     | Avenger     | 250             | AGP 2x            | 16          | 183                | 183                  | 1:0:2:1           | 183                         | 183                         | 366                         | 0                           | 2.928                 | SDR      | 128               | 6.0            |

1. 1 2  при разблокированном втором TMU